# Відкритий чемпіонат Франції з тенісу 1999
Відкритий чемпіонат Франції з тенісу 1999  — тенісний турнір, що проходив на відкритому повітрі на ґрунтових кортах Стад Ролан Гаррос у Парижі з 24 травня по 6 червня 1999 року. Це був 98-ий Відкритий чемпіонат Франції, другий турнір Великого шолома в календарному році.

## Події
Минулорічні чемпіони Карлос Моя та Аранча Санчес Вікаріо втратили свої титули. 
У чоловічому одиночному розряді Андре Агассі виборов перемогу в п'ятисетовому поєдинку в представника України Андрія Медведєва. Агассі вперше переміг у Парижі, а загалом цей титул Великого шолома став для нього четвертим. 
У жінок Штеффі Граф здобула свій 22-ий титул Великого шолома. Він став для неї останнім. У Парижі вона перемогла вшосте. 
Індійська чоловіча пара Бгупаті / Паес виграли свій перший парний турнір. Аналогічно вперше виграли парний турнір сестри Вільямс. І мікст Среботнік / Норваль виграли вперше.

## Результати фінальних матчів

### Дорослі
| Одиночний розряд. Чоловіки     |                                |                         |
| Андре Агассі                   | Андрій Медведєв                | 1–6, 2–6, 6–4, 6–3, 6–4 |
|                                |                                |                         |
| Одиночний розряд. Жінки        |                                |                         |
| Штеффі Граф                    | Мартіна Хінгіс                 | 4–6, 7–5, 6–2           |
|                                |                                |                         |
| Парний розряд. Чоловіки        |                                |                         |
| Магеш Бгупаті Леандер Паес     | Горан Іванишевич Джефф Таранго | 6–2, 7–5                |
|                                |                                |                         |
| Парний розряд. Жінки           |                                |                         |
| Серена Вільямс Вінус Вільямс   | Мартіна Хінгіс Анна Курникова  | 6–3, 6–7(2–7), 8–6      |
|                                |                                |                         |
| Мікст                          |                                |                         |
| Катарина Среботнік Піт Норваль | Лариса Нейланд Рік Ліч         | 6–3, 3–6, 6–3           |
|                                |                                |                         |

### Юніори
| Одиночний розряд. Хлопці      |                             |               |
| Гільєрмо Кор'я                | Давид Налбандян             | 6–4, 6–3      |
|                               |                             |               |
| Одиночний розряд. Дівчата     |                             |               |
| Лурдес Домінгес Ліно          | Стефані Форец               | 6–4, 6–4      |
|                               |                             |               |
| Парний розряд. Хлопці         |                             |               |
| Іраклій Лабадзе Ловро Зовко   | Крістіан Плесс Олів'є Рохус | 6–1, 7–6      |
|                               |                             |               |
| Парний розряд. Дівчата        |                             |               |
| Флавія Пеннетта Роберта Вінчі | Міа Бурич Кім Клейстерс     | 7–5, 5–7, 6–4 |
|                               |                             |               |